# Mauro Fernández Acuña

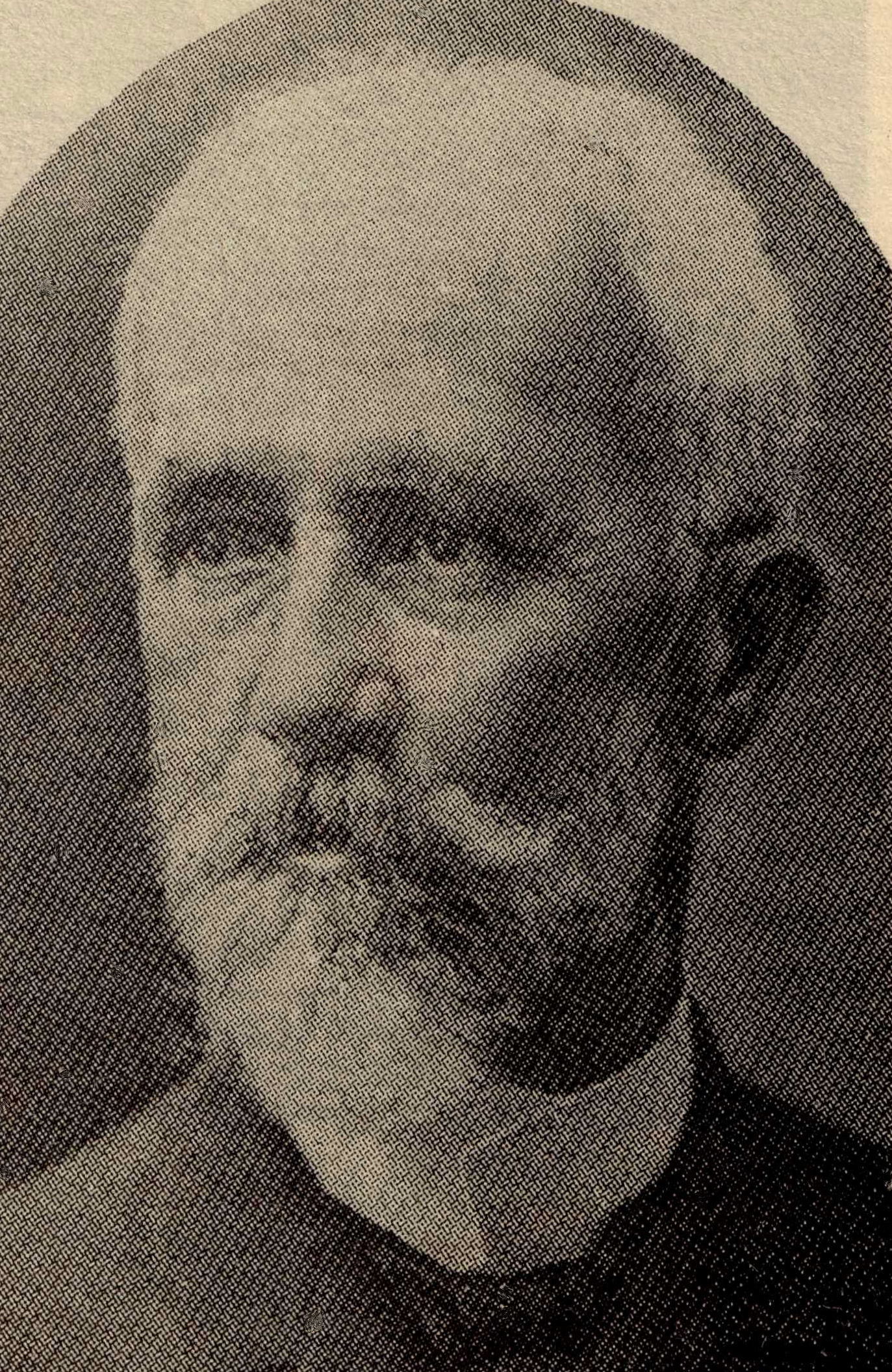
Mauro Fernández Acuña

Mauro Fernández Acuña (* 19. Dezember 1843 in San José; † 16. Juli 1905 ebenda) war ein costa-ricanischer Jurist und Politiker. Er war Finanz- und Handelsminister sowie Minister für öffentliche Bildung, Parlamentspräsident sowie Direktor der Nationalbank (Banco Nacional de Costa Rica).

## Leben
Seine Eltern waren Mercedes Acuña Díaz Dobles und Aureliano Fernández Ramírez. Seine Frau war Guadalupe Granados Bonilla. Seine Tochter, María Le Fernández Le Cappellain, war die Frau von Federico Alberto Tinoco Granados.
Er studierte Rechtswissenschaft an der Universidad de Santo Tomás und beendete 1869 sein Studium. 1870 reiste er nach Europa, lernte Englisch und Französisch, arbeitete als Anwalt in London und später in Madrid. Er hörte in der Universidad Central Vorlesungen von Nicolás Salmerón und Emilio Castelar.
Mauro Fernández Acuña wurde auf verschiedene Posten im obersten Gerichtshof eingesetzt und war Professor in einer Rechtsanwaltsbildungsstätte. 1880, 1885, 1892 und 1902 war er Delegierter in den verfassungsgebenden Versammlungen. 1904/05 stand er dem Parlament als dessen Präsident vor.
1885 berief ihn Staatspräsident Bernardo Soto Alfaro zum Minister für öffentliche Bildung. In dieser Funktion initiierte er eine Bildungsreform, welche den sekundären Bildungsbereich stärken sollte, allerdings auch in der Schließung der katholischen Universidad de Santo Tomás, der einzigen Universität von Costa Rica, resultierte.